# Omanosaura cyanura
Omanosaura cyanura (синьохвоста оманська ящірка) — вид ящірок родини ящіркових (Lacertidae). Мешкає в Омані та в ОАЕ.

## Поширення і екологія
Синьохвості оманські ящірки мешкають в горах Хаджар на півночі Оману і ОАЕ. Вони живуть серед скель і ваді, на висоті до 1000 м над рівнем моря.